# Alexandru Lazăr (fotbalist)
Alexandru Lazăr (n. 20 februarie 1991, București, România) este un fotbalist român care joacă ca mijlocaș la Metaloglobus București.

## Onoruri

### ACS Poli Timișoara
Liga II : 2014–15

## Linkuri externe
- https://www.romaniansoccer.ro/players/2376/alexandru-lazar.htm
- http://www.statisticsfootball.com/players/2376/alexandru-lazar.htm Arhivat în 19 decembrie 2021, la Wayback Machine.